# Las balanzas fiscales de las comunidades autónomas con la Administración Pública Central, 1991-2005
Las balanzas fiscales de las comunidades autónomas con la Administración Pública Central, 1991-2005 és un estudi publicat per la Fundació BBVA el 28 de novembre de 2007. Fou publicat en format llibre.
L'estudi fou realitzat pels professors Ezequiel Uriel, catedràtic d'Anàlisi Econòmica de la Universitat de València i investigador de l'Institut Valencià d'Investigacions Econòmiques (IVIE), i Ramón Barberán, professor titular d'Economia Pública de la Universitat de Saragossa.
L'estudi tenia com a objectiu aportar xifres actualitzades i fiables sobre els fluxos fiscals interregionals provocats per l'activitat financera de l'Administració Pública Central, i millorà el coneixement que hi havia llavors de la distribució territorial dels ingressos i despeses de l'Administració Pública Central, entesa com la suma de l'Estat, els Organismes de l'Administració Central i les Administracions de la Seguretat Social no transferida.
L'estudi és citat quan es parla de les balances fiscals a l'Estat Espanyol juntament amb estudis semblants de la Fundació Josep Irla, del Govern Català i del Govern Espanyol.